# Jackson Wang
Jackson Wang (Hong Kong, 28 marzo 1994) è un rapper, cantante e conduttore televisivo hongkonghese.
Attivo in Cina come cantante solista e conduttore televisivo, è il fondatore dell'etichetta discografica Team Wang.
Nato e cresciuto a Hong Kong, Wang era uno schermidore di sciabole della squadra di scherma di Hong Kong. Si è classificato all'undicesimo posto alle Olimpiadi giovanili estive del 2010, e ha vinto il primo posto ai campionati asiatici junior e cadetti di scherma nel 2011. Dopo aver superato un'audizione musicale, si è trasferito a Seul, in Corea del Sud, nel luglio 2011 per perseguire una carriera nel mondo del K-pop. Nel gennaio 2014, dopo oltre due anni di formazione, Wang ha debuttato con i Got7 con il singolo Girls Girls Girls.

## Biografia
Wang è nato a Kowloon Tong, Hong Kong britannico, il 28 marzo 1994, ed è cresciuto nel distretto di Sha Tin, New Territories. Suo padre, Wang Ruiji, è un ex membro della squadra nazionale di scherma cinese e medaglia d'oro ai Giochi asiatici. Sua madre, Sophia Chow, è un'ex ginnasta acrobatica di Shanghai. Suo nonno materno, Zhou Yongchang, è stato un pioniere della medicina diagnostica ecografica della Cina continentale. Sotto la guida di suo padre e di altri allenatori professionisti, Wang iniziò l'allenamento di scherma all'età di dieci anni. Ha continuato a vincere numerosi premi come parte della squadra nazionale di scherma di Hong Kong, incluso il primo posto al campionato asiatico junior e cadetti di scherma nel 2011. Ha frequentato l'American International School di Hong Kong.
Nel 2010, mentre giocava a basket nella sua scuola, è stato notato da un rappresentante dell'agenzia di talenti sudcoreana JYP Entertainment e invitato a partecipare alle audizioni a Kowloon, che ha superato nel dicembre 2010, cinque o sei mesi dopo. Gli fu offerta una borsa di studio a Stanford per la scherma, ma la rifiutò dopo aver superato la sua audizione. Nel luglio 2011, Wang si è trasferito a Seul, in Corea del Sud, per la sua formazione K-pop. È apparso sul programma Win: Who Is Next due anni dopo, trasmesso su Mnet il 6 settembre 2013. Il programma era una competizione tra i tirocinanti della YG Entertainment (che in seguito hanno debuttato come membri di Winner e iKon ) e gli apprendisti della JYP. Jackson è apparso insieme ai compagni apprendisti Mark, Yugyeom e BamBam, che sono stati poi selezionati come membri dei Got7.

## Carriera

### Debutto con i Got7
Dopo due anni e mezzo di allenamento, Wang è stato selezionato come membro del nuovo gruppo della JYP Got7, e ha debuttato con il singolo Girls Girls Girls, pubblicato il 16 gennaio 2014, dal primo EP del gruppo Got It?.
Il 29 aprile 2016, i Got7 hanno tenuto il loro primo concerto a Seul, dove Wang ha eseguito le sue canzoni composte I Love It e Wolo (We Only Live Once) con i suoi membri del gruppo Yugyeom e BamBam. Nel novembre 2017, prima dell'uscita del secondo EP Turn Up del gruppo, Wang ha abbandonato tutte le attività di gruppo in Giappone a causa di problemi di salute e programmi contrastanti.

### Carriera da solista
Nel 2014, Wang è entrato a far parte del suo primo spettacolo di varietà, Roommate, come membro nella seconda stagione. La popolarità individuale di Wang è cresciuta dopo essere apparso nella serie, e in seguito gli è stato assegnato il Newcomer Award agli SBS Entertainment Awards 2014. Successivamente è apparso in diversi altri spettacoli di varietà coreani come Star King, Law of the Jungle, Happy Together, Radio Star, Problematic Men, Our Neighborhood Arts and Physical Education, Saturday Night Live Korea, A Look At Myself, e altri. Il 12 maggio 2015, Wang è stato nominato nuovo MC per lo spettacolo musicale Inkigayo, in seguito all'abbandono di Hwang Kwang-hee degli ZE:A.
Nel dicembre 2015, Wang ha fatto il suo debutto televisivo cinese come uno dei presentatori (insieme a He Jiong) nella versione cinese dello spettacolo Please Take Care of My Refrigerator, chiamato Go Fridge, che è stato ben accolto. Ha anche scritto i testi, composto e arrangiato il tema musicale per lo spettacolo nelle stagioni 2 e 3. Nel marzo 2016, Wang è stato nominato MC per Fresh Sunday, uno spettacolo su Hunan TV. Più tardi nel 2016, ha recitato nello spettacolo Fighting Man al fianco di Jam Hsiao, Wang Kai, Jing Boran, Bai Jingting e Yang Shuo.
Nel dicembre 2016 è stato pubblicato in Cina il primo spot da solista di Wang per Midea.
Il 26 giugno 2017, la JYP Entertainment ha annunciato l'uscita del primo album solista di Wang in Cina, nonché l'istituzione di un team di gestione dedicato, chiamato Team Wang, per le sue attività nel paese. Il suo primo singolo, un brano inglese intitolato "Papillon", è stato pubblicato il 26 agosto e ha debuttato al numero 1 nella classifica China V Chart di Billboard nella settimana del 16 settembre; inoltre, il 30 agosto, ha pubblicato "Novoland: The Castle in the Sky" (Chinese), il tema musicale per il gioco iOS Novoland: The Castle in the Sky 3D, staccandosi dall'hip-hop e facendo un primo tentativo con musica melodiosa e classica. Dopo aver fondato il proprio studio in Cina, Wang ha iniziato ad approvare bevande, marchi di abbigliamento ed elettronica, tra cui Pepsi, Snow Beer, VIVO X21, Adidas, Douyin Application, Lenovo in Cina e Hogan a Hong Kong.
Wang ha partecipato agli MTV Europe Music Awards 2017 come Ambasciatore della Grande Cina il 12 novembre. Il 13 novembre, è stato nominato come Alibaba Group Tmall Direttore Merce meravigliose Officer di globale. Il 30 novembre pubblicò il suo secondo singolo da solista, "Okay": simile a "Papillon", scrisse i testi e compose e arrangiò la canzone insieme a Boytoy.
Il 9 febbraio 2018, Wang è stato nominato inviato del turismo di Hong Kong. Il 20 aprile, ha pubblicato il suo terzo singolo autoprodotto, "Dawn of Us", una canzone inglese ancora una volta composta e arrangiata in collaborazione con Boytoy. Mentre "Papillon" trattava il tema della lotta personale e "Okay" descriveva l'amore per se stessi, la traccia esorta ad apprezzare il presente e a vivere con entusiasmo. Il duo si è nuovamente accoppiato con "Fendiman", una collaborazione con Fendi China: alla sua uscita il 25 maggio, il brano ha superato la classifica pop di iTunes negli Stati Uniti e si è classificato al secondo posto nella classifica delle Top 100 Songs di iTunes, raggiungendo il primo posto su quest'ultimo il giorno seguente negli Stati Uniti e in molti altri paesi, tra cui Thailandia, Bangladesh ed Etiopia. "Papillon" è stato incluso nell'album di musica hip hop e rap di B2 Music e Vibe Asian Urban Asia Vol. 1, che è stato pubblicato in tutto il mondo il 9 maggio. Wang ha anche recitato in uno dei quattro brani esclusivi, "Can't Breathe" di Eddie Supa, insieme a Stan Sono. Il 14 maggio è stata pubblicata la sua traccia solista "X" per Snow Beer superX.
Il 22 ottobre 2018, Wang ha firmato con Canxing Culture per entrare nel mercato internazionale. Il 18 dicembre, la Madame Tussauds di Hong Kong annunciò la creazione della figura di cera di Wang, che è stata inaugurata il 30 luglio. Il 14 gennaio 2019 è stato nominato nuovo ambasciatore di Fendi China.
Il 23 marzo 2019, Wang ha organizzato una festa di compleanno intitolata "328 Journey Festival" presso il centro sportivo delle Olimpiadi di Pechino. I 5.000 biglietti furono esauriti in 98 secondi. Quindi ha collaborato con Qin Fen e ha pubblicato il singolo "Another" il 19 giugno 2019.
Il 20 luglio, Fendi ha lanciato la sua prima collezione in velluto chiamata "Fendi X Jackson Wang Capsule Collection". La collezione in edizione limitata, per la quale Jackson ha disegnato abiti, scarpe e accessori, è andata esaurita immediatamente dopo il lancio. È stato quindi distribuito in tutto il mondo il 26 luglio.

## Discografia
Di seguito, le opere di Wang come solista. Per le opere con i Got7, si veda Got7#Discografia.

### Album in studio
- 2019 – Mirrors
- 2022 – Magic Man

### Mixtape
- 2022 – Lost & Found

### Singoli
- 2016 – Some Strange Work
- 2017 – Generation 2
- 2017 – Papillon
- 2017 – (V)ision
- 2017 – Okay
- 2018 – Dawn of Us
- 2018 – X
- 2018 – Made It
- 2018 – Hunger
- 2018 – Bruce Lee
- 2018 – Fendiman
- 2018 – Different Game (ft. Gucci Mane)
- 2019 – Red
- 2019 – MK Circus (ft. Dough–Boy)
- 2019 – Papillon (Boytoy Remix)
- 2019 – Oxygen
- 2019 – Bullet to the Heart
- 2019 – DWAY
- 2019 – Titanic
- 2020 – 100 Ways
- 2020 – Pretty Please
- 2021 – LMLY
- 2021 – Drive You Home

## Filmografia

### Televisione
- Dream Knight (2015)
- Producer (2015)

### Programmi televisivi
- Win: Who is Next (2013)
- Roommate (2014)
- Hitmaker (2014)
- Law of the Jungle Nicaragua (2015)
- Real Men (2016)
- Go Fridge (2016)
- Fresh Sunday (2016)
- Fighting Man (2016)
- Where Is My Friend's Home (2016)
- Celebrity Bromance (2016)
- Top Surprise (2016)
- Go Fridge (2017)
- Idol Producer (2018)
- Hot Blood Dance Crew (2018)
- Let Go of My Baby (2018)
- Sound of My Dream (2018)
- Chuang (2019)
- Street Dance Of China: Season 3 (2020)

## Riconoscimenti
| Anno | Evento                                    | Premio                                            | Ricevente  | Risultato       | Fonti         |
| ---- | ----------------------------------------- | ------------------------------------------------- | ---------- | --------------- | ------------- |
| 2014 | 8th SBS Entertainment Award               | Best Male Rookie Award – Variety                  | Roommate   | Vincitore/trice | [ 55 ]        |
| 2016 | 16th Top Chinese Music Award              | The Most Loved Entertaining Couple with He Jiong  | Go Fridge  | Vincitore/trice |               |
| 2016 | Tencent Video Star Award                  | Annual Variety Star Award                         | Go Fridge  | Vincitore/trice |               |
| 2016 | 16th MBC Entertainment Award              | Rookie Award in Variety Show                      | Real Men   | Candidato/a     |               |
| 2016 | I-Magazine Fashion Face Award             | Asian Male                                        | N.D.       | Candidato/a     | [ 56 ]        |
| 2016 | Weekly Idol Award                         | Perfect Match con Park Jin-young                  | N.D.       | Vincitore/trice |               |
| 2017 | 2016 Sina Weibo Night Award               | Popular Artist of the Year                        | N.D.       | Vincitore/trice | [ 57 ]        |
| 2017 | 2016 Weibo Star Award (Hong Kong)         | Popularity Award                                  | N.D.       | Vincitore/trice | [ 58 ]        |
| 2017 | Asian Music Gala                          | MTV Special Award                                 | N.D.       | Vincitore/trice | [ 59 ]        |
| 2017 | 14th Esquire Man At His Best (MAHB) Award | Fashion Music Man of the Year                     | N.D.       | Vincitore/trice | [ 60 ] [ 61 ] |
| 2017 | NetEase Attitude Award                    | Most Attitude Hip Hop Singer/Composer of The Year | N.D.       | Vincitore/trice | [ 62 ]        |
| 2017 | 2018 iQiyi Scream Night                   | Song of the Year                                  | "Papillon" | Vincitore/trice | [ 63 ]        |
| 2017 | Tencent Video Star Award                  | Breakthrough Singer of the Year                   | "Papillon" | Vincitore/trice | [ 63 ]        |
| 2018 | Global Chinese Golden Chart Award         | The Most Popular Newcomer of The Year             | N.D.       | Vincitore/trice | [ 64 ]        |
| 2018 | Teen Choice Awards                        | Choice Next Big Thing                             | N.D.       | Vincitore/trice | [ 65 ]        |
| 2018 | BreakTudo Award                           | K-pop Male Artist                                 | N.D.       | Vincitore/trice | [ 66 ] [ 67 ] |
| 2019 | 2018 Sina Weibo Night Award               | Weibo Original Musician of the Year               | N.D.       | Vincitore/trice | [ 68 ]        |
| 2019 | BreakTudo Award                           | K-pop Artist                                      | N.D.       | Vincitore/trice | [ 69 ]        |